# NGC 6744
NGC 6744 је спирална галаксија у сазвежђу Паун која се налази на NGC листи објеката дубоког неба.
Деклинација објекта је - 63° 51' 24" а ректасцензија 19h 9m 46,1s. Привидна величина (магнитуда) објекта NGC 6744 износи 8,3 а фотографска магнитуда 9,1. Налази се на удаљености од 9,865 милиона парсека од Сунца. NGC 6744 је још познат и под ознакама ESO 104-42, AM 1905-635, IRAS 19050-6354, PGC 62836.